# 枇榔島
枇榔島（びろうじま）は、日向灘に位置する無人島である。行政区域は宮崎県東臼杵郡門川町に属する。名前の由来は枇榔（ビロウ）樹が生い茂っていたことによる。かつて美女が住んでいたという伝説があり、地元では美女島ともまたは美女ヶ島とも呼ばれる。
島の形状は、海底火山の影響によりできた柱状節理の切り立った断崖絶壁である。
絶好の釣り場として知られているほか、国指定の天然記念物のカンムリウミスズメの世界最大の繁殖地としても全国的に有名。カンムリウミスズメのほかにもウチヤマセンニュウやカラスバトなど多くの野鳥が集まる。また、時折クジラやイルカ類の目撃もあり、観光事業が検討された事もある。
周囲は約1.5km。全島域が日豊海岸国定公園に指定されている。

## 生物
- カンムリウミスズメ

## 観光・交通アクセス
- 門川町の庵川漁港から渡船できる。港より約7km。